# Planetka dvojskvrnná
Planetka dvojskvrnná (Chilocorus bipustulatus) je druh brouka z čeledi slunéčkovití.

## Popis
Délka těla planetky dvojskvrnné se pohybuje v rozmezí 3–4 mm. Tělo je lesklé tmavě červenohnědé až černé, silně klenuté se šesti skvrnami v příčné řadě. Tyto skvrny jsou někdy propojené do dvou nebo čtyř skvrn. Kolem těla je výrazný lem. Hlava, pronotum i nohy jsou černé. Larva ve čtvrtém instaru je většinou černohnědá, s výjimkou prvního břišního segmentu, který je světlý. Kukla je lesklá černá s četnými chloupky.

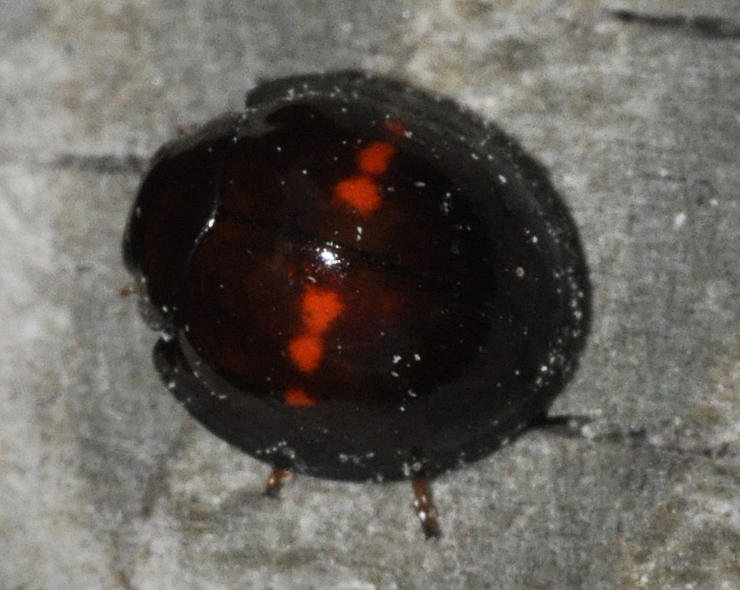
Dospělec s výraznými šesti skvrnami
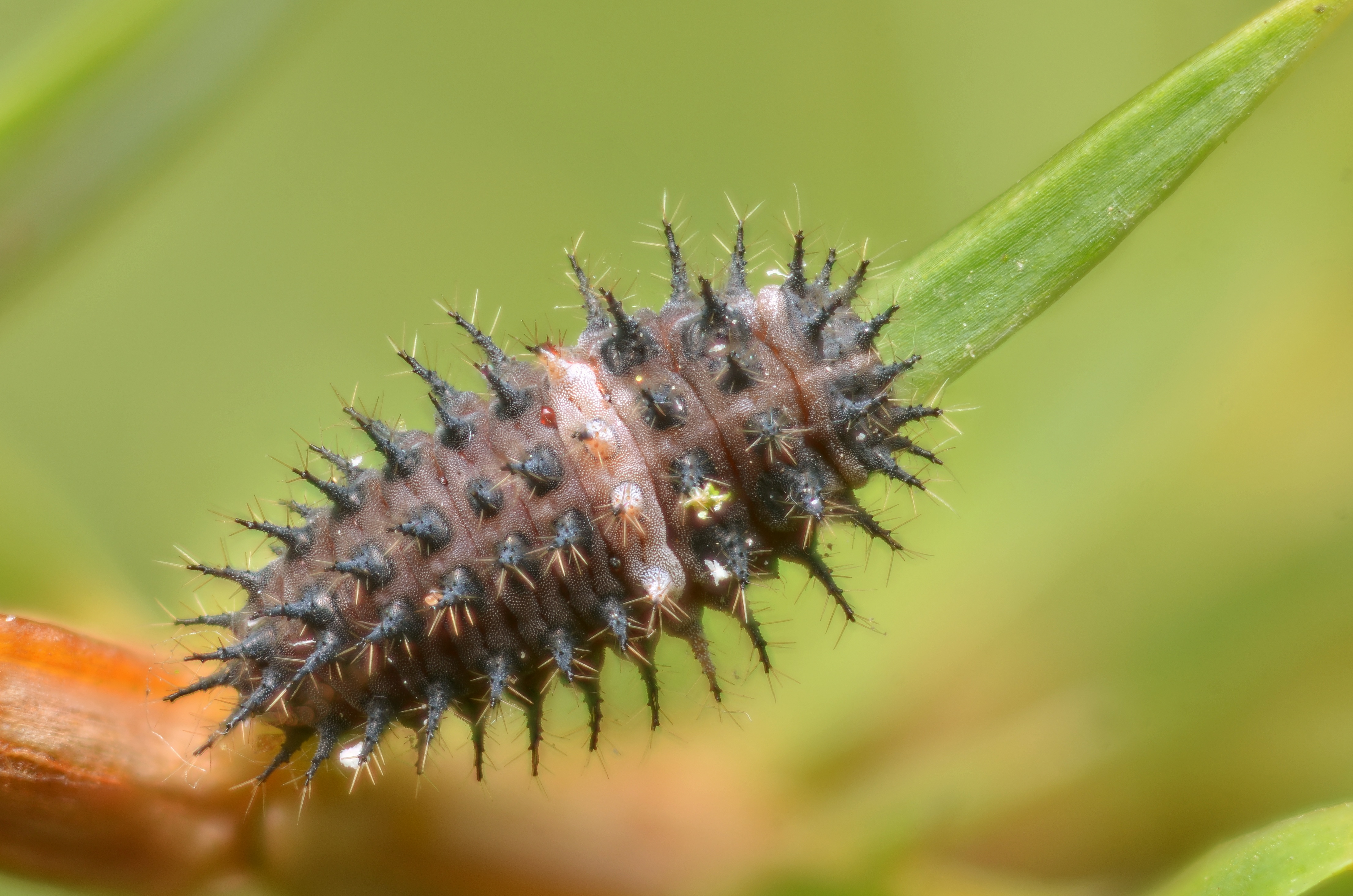
Larva planetky dvojskvrnné

## Rozšíření
Planetka dvojskvrnná se vyskytuje zejména v Evropě, severní Africe a na Blízkém východě. Tento druh byl také zavlečen do USA (v Kalifornii). Preferuje zejména vřesoviště, kde je nejčastěji spojován s vřesem obecným, byl ale také nalezen v křovinatých oblastech.

## Potrava
Planetka dvojskvrnná se živí červci, zejména štítenkami (Diaspididae).